# Datation par luminescence stimulée optiquement
La datation par luminescence stimulée optiquement (LSO ou OSL pour « Optical Stimulated Luminescence dating » pour les anglophones) désigne un groupe de techniques de datation mesurant le délai écoulé depuis le moment où certains minéraux ont pour la dernière fois été exposés au soleil ou à une chaleur importante. C’est l’une des techniques de datation par la thermoluminescence.
Elle permet aux géologues et archéologues et à des experts en Histoire de l'art de dater le moment ou ces minéraux ont été enfouis (ou transformé en ciment ou mortier « historique » par exemple dans le cas d’une construction ou d'une réparation ancienne,,,. (Il faut cependant que le mortier n’ait pas été exposé à de fortes températures (foyer, cheminée, mortier de four, ou exposition à un incendie),). Cette méthode (comme toutes les autres) ne vaut qu'une certaine période maximale de temps (variant selon la nature du matériau analysé) et une condition est que les objets étudiés n’aient jamais subi une quelconque irradiation artificielle (rayons X, exposition à des neutrons...) ou source secondaire de forte chaleur avant l'analyse par thermoluminescence LSO.
Cette méthode de datation s’appuie sur deux grands moyens de stimuler (et mesurer) la luminescence, dont :
- la luminescence stimulée optiquement (LSO) à proprement parler ;
- une méthode proche, mais basée sur l'infrarouge (dite IRSL pour Infrared stimulated luminescence).

C’est une méthode complémentaire à la datation par thermoluminescence (TL) qui nécessite, elle, de chauffer l’échantillon.
La notion Anglophone d’« Optical dating » se réfère à l’OSL et à l’ IRSL mais pas à la TL.
Dans les cas idéaux la précision est très bonne. En cas de doute, on cherche à lever les incertitudes de mesures par intercomparaison et intercalibration et en croisant plusieurs méthodes de datation.

## Historique
En 1663, Sir Boyle observa une lueur en réchauffant un diamant dans l'obscurité au contact de son corps.
Vers 1930 des physiciens du solide (ex : Urbach et Frisch) découvrent et étudient l’existence de « pièges à électrons » dans les cristaux.
En effet, dans la nature, tout cristal est imparfait. Il contient des défauts apparus lors de sa formation (lacunes, dislocations, intégration d'atomes étrangers). Quand ce cristal est irradié, les ionisations apparaissant au cœur du matériau, qui conserve alors une partie de l'énergie qu’il a reçue sous forme d’électrons piégés à un niveau d’énergie intermédiaire (dit « niveau discret », faisant que cet électron ne peut contribuer ni à la conductivité électrique, ni aux cortèges de valence des atomes. Plus la radioactivité subie par le cristal aura été importante, plus il contiendra d’électrons prisonniers de ses défauts. Chauffer un tel cristal libère ces électrons ; ils circulent alors librement dans le cristal jusqu’à se recombiner avec un autre type de défaut (mais de charge apparente positive, ce qui rétablit la neutralité électrique du matériau. Cette recombinaison peut s’accompagner de l’émission d’un photon. Le « défaut » qui permet cette recombinaison est dit centre F (pour « centre fluorescent » ou centre coloré ; typiquement il s’agit d’un point du cristal où manquait un anion).
Daniels voit dans la thermoluminescence un potentiel pour la datation de roches éruptives et de céramiques.
Houtermans envisage d’appliquer la technique à des météorites pour étudier leur histoire thermique, mais des intérêts existent aussi en paléoclimatologie, géothermie, dosimétrie...
La thermoluminescence ne peut être utilisée concrètement à des fins de datation (ou d'authentification) qu’avec l’apparition des photomultiplicateurs (1950) qui permettent de mesurer de très faibles quantités de lumière.
Dès les années 1950 la méthode est au point pour certains minéraux ; en 1953 Farrington Daniels, Charles A. Boyd et Donald F. Saunders songent à utiliser la datation par luminescence en archéologie (a priori pour la première fois), pensant que la réponse à la thermoluminescence des éclats de poterie pourrait traduire la dernière incidence du chauffage.
Dans les années 1960 Grögler et al. conduisent des expériences sur la datation des céramiques.
En 1963, Aitken et al. notent que les pièges de type TL dans la calcite pouvaient être blanchis par la lumière du soleil comme par la chaleur et en 1965 Shelkoplyas et Morozov furent les premiers à utiliser la TL pour dater des sédiments non chauffés. Ensuite dans les années 1970 et au début des années 1980 la datation par TL de sédiments d’origine terrestre et marine s’est développée.
En Europe, Aitken (Oxford), Mejdahl (Riso) et de Valladas (Gif-sur-Yvette) développent peu à peu l'analyse par thermoluminescence dans leurs laboratoires respectifs.
Initialement réservée aux céramiques, la méthode a acquis des applications dans la datation de toutes sortes d'objets d’anciens et archéologiques, mais aussi pour l'étude des paléoenvironnements naturels (ex : delta du Zerafshan (actuelle oasis de Boukhara en Ouzbékistan) ou humains, mais aussi dans la détection de copies ou de faux ou de réemploi de matériaux anciens.
Elle s'est étendue aux pierres brûlées (silex) et aux sédiments chauffés.
Dans les années 1980 de nouveaux progrès techniques permettent de dater certains cratères de météorite, des sédiments (sables éoliens ou fluvio-glaciaires, lœss) ou d’anciens niveaux marins.
La fluorescence optiquement stimulée ou OSL pour “Optically stimulated luminescence” ne s’est vraiment développée qu’à partir de 1984 avec les essais de David Huntley et son équipe.
En 1988 Hütt et al. jetaient de leur côté les bases d’une datation par la luminescence stimulée par l’infrarouge (IRSL) des feldspaths de potassium.
En 1994, les principes de base de la datation optique par thermoluminescence ont été élargis pour intégrer de nouveaux matériaux (surfaces de granit, basalte et grès) permettant la datation ou une confirmation de datation peintures préhistoriques, de pétroglyphes, de menhirs, ou de roches sculptées provenant de monuments ou d'objets anciens. Ioannis Liritzis est le premier à utiliser cette méthode pour dater des bâtiments anciens, variés,,.
Cette méthode a par exemple permis de dater des couches anciennes de sable des Landes et d’ainsi préciser d’autres datations ou la palynologie.

## Principes physiques
En stimulant les quartz avec une lumière monochromatique bleue (longueur d’onde dans l’infrarouge pour les feldspaths), les électrons sont libérés et se combineront avec des centres luminogènes entraînant ainsi le signal de luminescence.
La datation par la luminescence est l'une des techniques calculant un âge par la formule suivante :
{\displaystyle a=P/D}
où
{\displaystyle a:} âge du minerai (en années)
{\displaystyle P:} dose totale de rayonnement absorbé (en Gy)
{\displaystyle D:} débit de dose de rayonnement (en Gy/an)

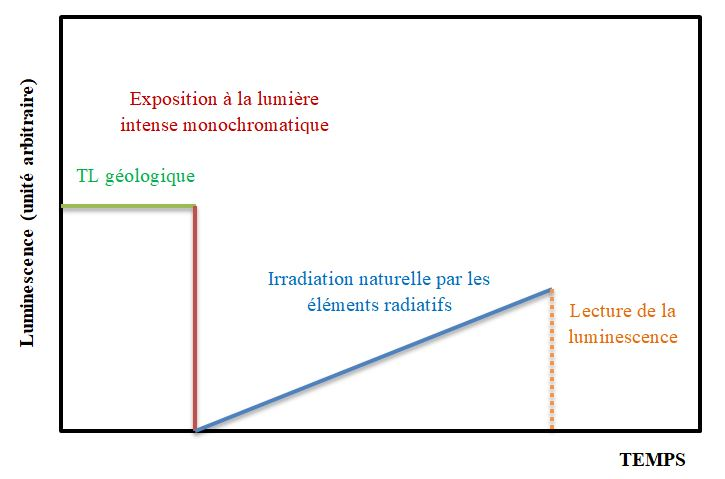
Déroulement d'une expérience de datation par luminescence stimulée optiquement

Le débit de dose de rayonnement est une mesure du rythme de rayonnement radioactif qui appliqué au quartz et aux feldspaths de l’échantillon. Il est calculé à partir des mesures des éléments radioactifs (K, U, Th et Rb) à l'intérieur de l'échantillon et du rayonnement provenant des rayons cosmiques. Le débit de dose se situe généralement entre 0,5 et 5 grays/1000 ans (un gray représente l'énergie d'un rayonnement ionisant apportant une énergie d'un joule à un milieu homogène d'une masse d'un kg). Il suffit de laisser des dosimètres (voir la section sur la dosimétrie radiative) dans les sites où le minerai a été prélevé pendant des mois et l’information contenue dans le dosimètre permet de déterminer le débit de dose de rayonnement.
Il est possible de déterminer la dose totale de rayonnement absorbée en effectuant une expérience de dosimétrie radiative. Pour ce faire, on excite le matériau sensible à l’aide d’une lumière monochromatique bleue et les électrons libérés se combineront avec des centres luminogènes et de la luminescence sera mesurée. Pour des considérations pratiques, on soumettra le quartz et le feldspath à de la lumière ayant des photons d’énergies plus basses que les photons d’émission afin d'éviter la mesure de la photoluminescence ordinaire. Le signal recueilli pourra être relié à  la dose totale de rayonnement radioactif absorbé au fil des ans.
Or, une considération importante en datation OSL est que la lumière du jour peut à elle seule déclencher l’excitation nécessaire pour que les électrons soient libérés des pièges du matériau sensible. C’est ce qu’on appelle le blanchiment du signal. Une grande hypothèse faite en datation OSL est que lors de l’enfouissement des minéraux, les pièges à électrons étaient vides ou presque vides de manière à pouvoir mesurer l’âge de ces minerais de façon non biaisée. Ainsi, un échantillon qui a suffisamment été exposé à la lumière du jour sera dit d’âge zéro car s’il était excité par OSL, il n’émettrait pas de photons puisque ces pièges à électrons ont été vidés par l’action de la lumière du jour. Une fois enfouis, les minéraux ne sont plus influencés par la lumière du jour et ne sont blanchis davantage. Une manière d’avoir des résultats qui ne dépendent pas de l’hypothèse des pièges vides est la méthode Multiple Aliquot Regeneration (MAR). La méthode de MAR consiste à mesurer sur la même aliquote, le signal naturel (donc provenant de la radiation des éléments radiatifs de son environnement) ainsi que le signal synthétique. Le signal synthétique est généré lorsque l'on vide préalablement les pièges à électrons du matériau sensible avec une lumière monochromatique bleue et en l’irradiant par la suite avec une source radioactive calibrée (généralement du {\displaystyle ^{90}Sr}). En ayant le signal obtenu du détecteur ainsi que la dose radiative connu lors de l’étalonnage, il est possible de corréler le signal de l’instrument à la dose radiative. Avec le signal naturel mesuré au tout début, on peut obtenir la dose radiative.
Le résultat du calcul ne représente rien d’autre que le temps depuis la dernière fois que les pièges à électrons du minerai sont vidés. Un piège à électrons est vidé lorsque celui-ci est exposé à de la chaleur (> 350 °C) ou à de la lumière. Une fois vides, les pièges se remplissent à nouveau s'ils sont exposés à du rayonnement ionisant. Ainsi, en OSL, on prendra le moment où les pièges ont été vidés comme référence temporelle.
Les photons émis doivent avoir des énergies supérieures à celles des photons d'excitation pour d'éviter de mesurer la photoluminescence ordinaire du minéral.
Les conditions de prélèvement et de manipulation des échantillons sont importantes : ils ne doivent être exposés ni à la lumière, ni à de la chaleur car un échantillon dans lequel les grains minéraux ont tous été exposés à une lumière du jour (ne serait-ce que quelques secondes pour le quartz, ou durant des centaines de secondes pour le feldspath de potassium) ne pourront jamais plus être datés par cette méthode (excité, ils n’émettront plus de tels photons). Comme on n'utilise généralement que les feldspaths ou les quartz comme analytes en datation OSL, on doit les extraire de l’échantillon. En effet, si ces analytes sont emprisonnés dans une matrice ou entourés d’autres cristaux, le signal sera biaisé. Ainsi, on broie l’échantillon avant de le mettre en contact avec du HCl et du HF. Le but de ce traitement à l’acide est d’éliminer la contribution des autres cristaux dans le signal et les radiations alpha provenant de la surface externe des particules de quartz. On tamise ensuite les grains et on les dispose en monocouche avec une huile de silicone.
Plus l'échantillon est vieux, plus il émettra de lumière (mais dans la limite de saturation du cristal)

## Minéraux datables
Les minéraux pouvant  être datés sont généralement de petits grains de type sable de quartz ou de feldspath de potassium, des zircons ou des grains de matériaux limoneux non séparés, chacun présentant des avantages et des inconvénients.
- Pour le quartz, les fréquences d'excitation sont situées dans le bleu ou le vert et l'émission mesurée se situe dans le proche ultraviolet ;
- Pour le feldspath de potassium ou les petits extraits de limons, on privilégie une excitation dans le proche infrarouge (IRSL) et on mesure les émissions violettes.

## Conditions de réussite
Chaque sédiment ou échantillon de sols contient des traces d’isotopes radioactifs d’éléments tels que le potassium 40, l’uranium, le thorium et/ou le rubidium.
Ces derniers sont caractérisés par une lente dégradation radioactive associée à l’émission de radiations ionisantes qui seront absorbées par des minéraux environnants courants dans le sédiment, tels que le quartz, zircons et des feldspaths potassiques (notamment trouvés dans les roches volcaniques).
Chez ceux-ci la radiation induit une charge qui est emprisonnée dans le minéral, dans un « piège à électron » structurellement instable". La charge ainsi piégée s'accumule au cours du temps à un taux déterminé par la quantité de rayonnement de fond du lieu où l'échantillon a été enfoui.
Si ensuite ces grains minéraux sont stimulés par une lumière (bleue ou verte pour l’OSL, infrarouge pour IRSL) ou par une source de chaleur (pour TL), un signal de luminescence est émis chaque fois que l'énergie électronique instable stockée est libérée. L’intensité de ce signal varie selon sur la quantité de rayonnement absorbée durant l'enfouissement et selon les propriétés spécifiques du minéral.
La plupart des méthodes de datation par luminescence reposent sur l'hypothèse que les grains minéraux utilisés étaient suffisamment « blanchis » au moment de l'événement daté (ainsi pour le sable/quartz, une courte exposition à la lumière du jour (1-100 secondes avant l'enfouissement) suffit pour « réinitialiser efficacement l'horloge de datation OSL »  Ceci est généralement (mais pas toujours) le cas des dépôts d’origine éolienne (ex dépôts de sable dunaire et de loess et des sédiments éoliens qui se déposent dans les eaux.

## Précision de la datation
Les datations de quartz par OSL peuvent être déterminées typiquement pour des âges de 100 à 350 000 ans, avec des datations fiables si des méthodes et contrôles appropriés sont effectués. 
Les techniques IRSL basées sur les Feldspaths peuvent potentiellement allonger la gamme de datation à un million d'années, car leur niveau de saturation de dose est plus élevé que pour le quartz, mais avec précaution, d’éventuels problèmes de « décoloration » anormale devant d’abord être abordés ; une incertitude de 5-10 % de la datation est à prendre en compte dans avec ce type de datation.

## Comparaison avec la mesure par le radiocarbone
À la différence de la datation par le radiocarbone (dite au carbone 14), la datation par la luminescence ne nécessite absolument pas de matière organique dans le sédiment à dater, mais seulement la présence de quartz, de feldspath de potassium ou de certains grains d’autres minéraux.
Cette méthode ne risque en outre pas d’antidater des échantillons contaminés par une matière carbonée plus ancienne.
Dans une étude de la chronologie des sédiments lacustres anciens d’une zone aride (Lac Ulaan au sud de la Mongolie) Lee et ses collègues ont montré que si les datations par OSL et au radiocarbone donnaient des résultats identiques pour certains échantillons, pour d’autres les dates étaient jusqu'à 5 800 ans plus anciennes dans les analyses au radiocarbone. Les anomalies de datation de ces sédiments concernaient toutes des échantillons déposés via par des processus éoliens, montrant que le vent avait apporté (de l'ouest dans ce cas particulier) un flux de carbone provenant de l’environnement (dont d’origine Paléozoïque, processus qui est également actif aujourd'hui). Ce carbone a modifié les ratios isotopiques détectés, conduisant à une fausse datation (âge beaucoup plus ancien). Dans ce cas l’origine éolienne de ces sédiments était idéale pour la datation OSL, car la plupart des grains ont a priori été complètement « blanchis » par l'exposition au soleil durant le transport des grains avant leur enfouissement géologique. Mais il convient donc de rester prudent dans les zones de méandres (où des sédiments minéraux sont régulièrement remis à jour). Lee et al. ont conclu de leurs travaux que dans les contextes où un transport de sédiments éoliens peut être soupçonné (surtout dans le cas de lacs situés dans des environnements arides propices à l’érosion éolienne), la méthode de datation OSL est supérieure à la méthode de datation par radiocarbone, car elle élimine un problème commun d'erreur «ancien carbone».